# Айвор Ґерні
Айвор Берті Ґерні (англ. Ivor Bertie Gurney, 28 серпня 1890 — 26 грудня 1937) — англійський поет і композитор, автор пісень. Народився і виріс у Глостері. Брав участь у боях Першої світової війни. Більшу частину свого життя страждав від біполярного розладу і останні 15 років провів у психіатричних лікарнях. Критика творчості Ґерні ускладнена цим фактом, а також необхідністю оцінювати як його поезію, так і музику. Сам він вважав музику своїм справжнім покликанням: «Яскравіші прозріння приносила музика, вірші — слабші».

## Біографія
Айвор народився 28 серпня 1890 року в Глостері. Його батько був кравцем, а мати швачкою, хлопець став другим із чотирьох дітей подружжя. Музичні здібності виявив у ранньому віці. Був хористом у Глостерському соборі з 1900 по 1906 рік і учнем доктора Герберта Брюера. Там він познайомився з майбутнім колегою-композитором Гербертом Говеллсом, який став його другом на все життя. Поряд з Ґерні та Говеллсом, третім учнем Брюера на той час був Айвор Новелло, тоді відомий як Айвор Девіс. Міцна дружба зв'язала його також із поетом Ф. В. Гарві, зустріч з яким сталася 1908 року.
Значний вплив на виховання в молодості Ґерні мали його хрещений преподобний Альфред Х. Чізмен та дві сестри, Емілі та Маргарет Гант, які підживлювали інтереси Ґерні до музики та літератури. Він почав вивчати музику у віці 14 років і отримав стипендію на навчання в Королівському коледжі музики в 1911 році. Його наставником був Чарльз Вільєрс Стенфорд, який також навчав Ральфа Воана-Вільямса, Джона Айрланда, Меріон Скотт, Ребекку Кларк, Френка Бріджа, Артура Блісса, Герберта Хауеллса та багатьох інших. Відома оцінка, яку Стенфорд дав Ґерні у розмові з Хауеллсом, як потенційно найвидатнішого з усіх його учнів, але непридатного до обучіння (unteachable). Ґерні був непосидючим, з підліткових років мав часті перепади настрою, проблеми з зосередженням уваги. У 1913 році пережив перший нервовий зрив, але відновився після нього і вернувся до навчання в коледжі.
Навчання Ґерні було перервано Першою світовою війною. Він записався рядовим солдатом до Глостерширського полку в лютому 1915 року. На фронті почав серйозно писати вірші, посилаючи свої твори подрузі, музикознавиці та критикині Меріон Скотт, яка працювала з Ґерні як редакторка і бізнес-менеджерка. Він як раз писав вірші для своєї першої книги «Северн і Сомма» (Severn and Somme), коли отримав поранення в плече у квітні 1917 року. Одужавши, повернувся на передову, продовжуючи працювати над своєю книгою та створюючи музику, зокрема пісні «In Flanders» і «By A Bierside». Видавці Sidgwick & Jackson прийняли «Северн і Сомму» в липні 1917 року, та запланували публікацію на осінь. У вересні того ж року в Сінт-Жуліані поблизу Іпру, Ґерні потрапив у газову атаку і був відправлений до Единбурзького військового госпіталю, де закохався в медсестру Енні Нельсон Драммонд.
Існують розходження в оцінках причин подальшого погіршення його психічного стану. Можливо певний вплив мало й отруєння іпритом. Дискутують також про психічний розлад як можливий наслідок сифілісу, проте ряд біографів відкидають, що поет мав це захворювання. Після одужання Ґерні перевели в шахтарське поселення Сітон Делавал у Нортумберленді. Там він написав ряд поетичних творів, включно з «Lying Awake in the Ward». Його «Северн і Сомма» вийшли друком у листопаді 1917 року.
У березні 1918 року Ґерні пережив серйозний нервовий зрив, принаймні частково пов'язаний розривом стосунків з Енні Н. Драммонд, потрапив у психіатричну клініку, мав суїцидальні наміри. Попри поступове відновлення, в жовтні 1918 року він з почестями був звільнений з лав армії. Формулювання «снарядний шок», помилково подане в армійському рапорті, часто згадувалося потому, аж до оголошення про смерть Ґерні, опублікованому Меріон Скотт у 1937 році.

На перший погляд Айвор Ґерні після війни процвітав, його вважали одним із найперспективніших митців його покоління, але психічний стан автора продовжував погіршуватися. Він деякий час навчався у Ральфа Воана-Вільямса після повернення до Королівського музичного коледжу, але покинув коледж, не завершивши навчання. Його друга поетична збірка, War's Embers, вийшла в травні 1919 року і отримала неоднозначні відгуки. Він продовжував музикувати, написавши велику кількість пісень, інструментальних п'єс, камерну музику та два твори для оркестру: «Воєнна елегія» (War Elegy, 1920) і «Глостерширська рапсодія» (Gloucestershire Rhapsody, 1919—1921). Його музику виконували і перевидавали. Однак до 1922 року його стан погіршився настільки, що родина вдалася до примусової психіатричної госпіталізації.

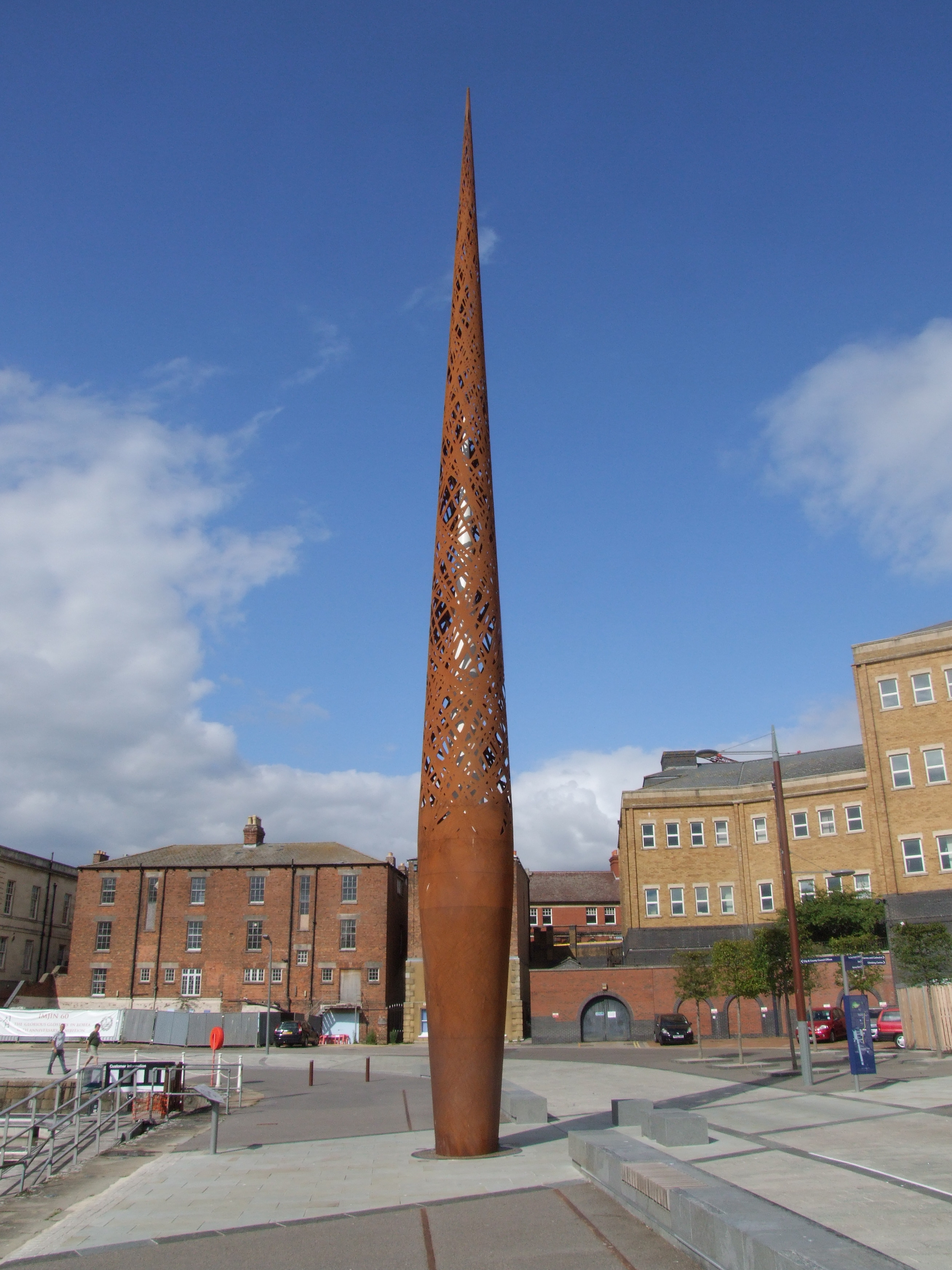
Свічка, доки Глостера (2011)

Останні 15 років свого життя Ґерні провів у психіатричних лікарнях, спочатку нетривалий час у Глостері, а потім у Лондоні і в лікарні Стоун Хаус у Дартфорді. Йому поставили діагноз «маячне божевілля (систематизоване)». Проте він плідно писав і в ці роки, випустивши вісім збірок поезії. Серед його доробку дві п'єси в шекспірівському стилі — «Глостерська п'єса» (Gloucester Play, 1926) і «Суд у Тьюксбері» (Tewkesbury Trial, 1926). Обидві створені в історичному  антуражі, в другій з них автор з'являється сам під ім'ям Джон Деніеллс (John Daniells, його літературний псевдонім). У цей час він вважав себе Вільямом Шекспіром. Продовжував складати й музику, але набагато менше. Дослідження його архіву свідчить про те, що до двох третин його музичного доробку залишається неопублікованим і незаписаним.

## Смерть і спадок

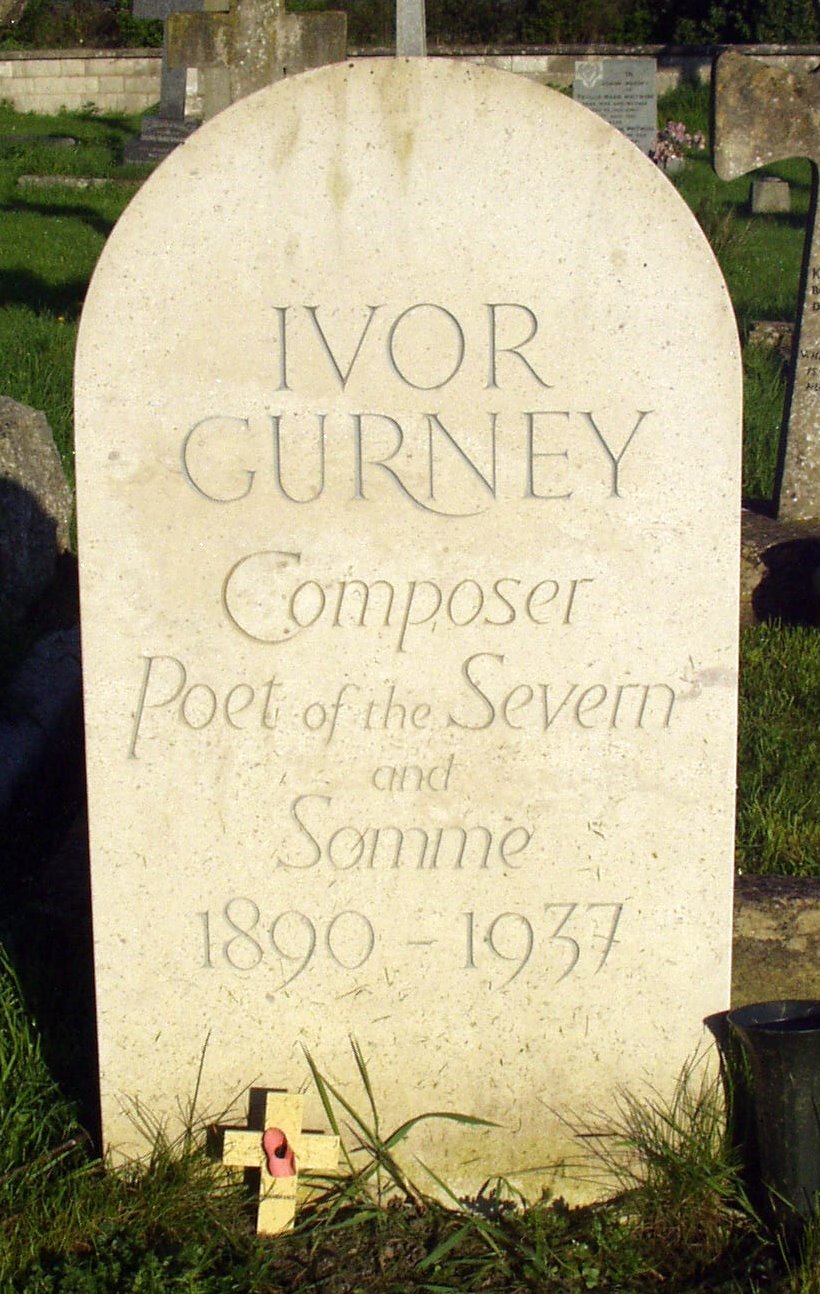
Могила Айвора Ґерні в Твіґворті, графство Глостершир

Ґерні помер від туберкульозу, будучи пацієнтом психіатричної лікарні Лондонського Сіті, вдосвіта 26 грудня 1937 року у віці 47 років. Його поховали в Твіґворті, поблизу Глостера. Службу відправив прп. Альфред Чізмен. Ґерні був «любителем і творцем краси», висікли на його надгробку. (Камінь замінили після того, як він був пошкоджений — оригінал зараз зберігається в церкві Твіґворта). Меріон Скотт зберегла рукописи й листи Ґерні та співпрацювала з композитором Джеральдом Фінці над увічненням його творчого спадку.
11 листопада 1985 року Ґерні згадали серед 16 поетів Великої війни, вшанованих на сланцевому камені, відкритому в Куточку поетів Вестмінстерського абатства.

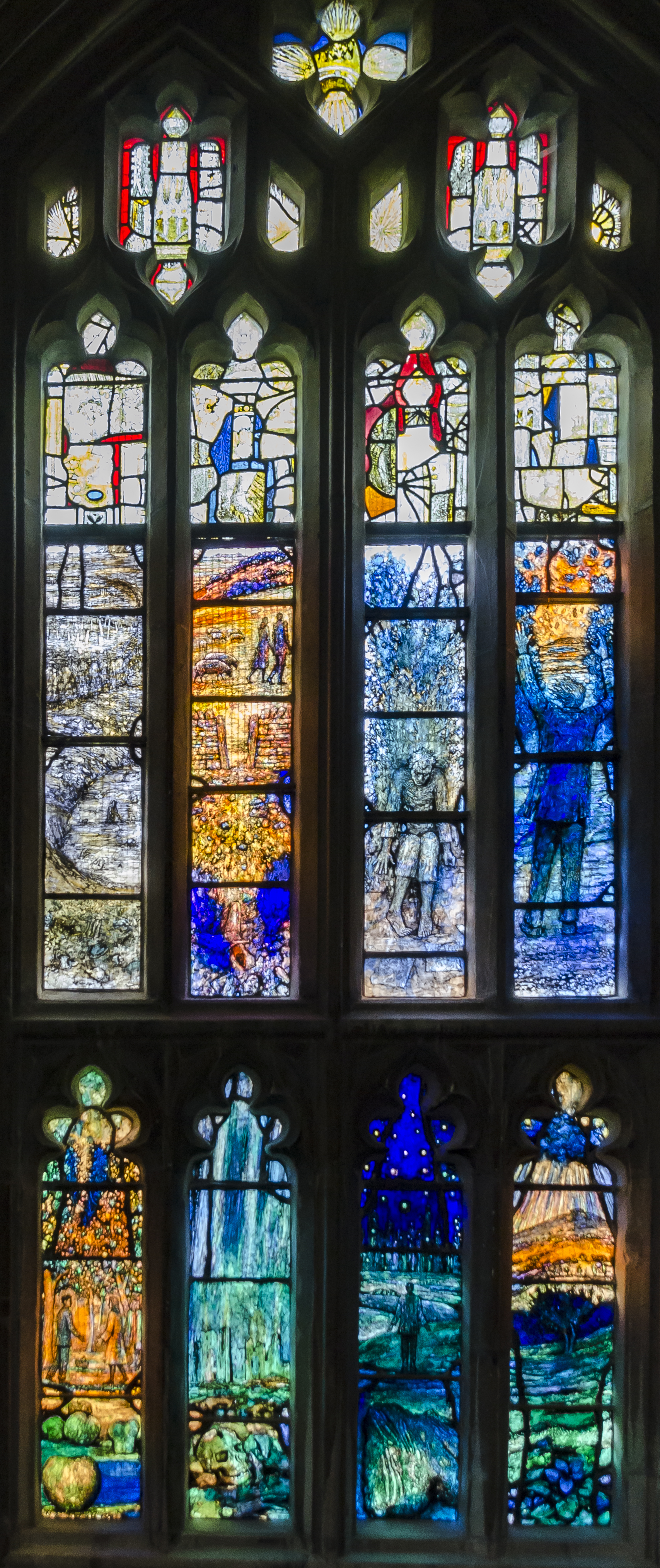
Вітраж, присвячений Айворові Ґерні

У 2000 році в церкві Св. Марії де Лод у Глостері, було встановлено вітраж, присвячений пам'яті Айвора Ґерні.
Меморіал Ґерні був встановлений у 2009 році в Сінт-Жуліані поблизу Іпру, неподалік від місця, де він став жертвою хімічної атаки в 1917 році.
На Істгейт-стріт у Глостері є меморіальна дошка на його честь. А 2011 року в доку Вікторія в Глостері була встановлена скульптура Вольфганга Баттреса під назвою «Свічка»; навколо основи записані рядки з вірша Ґерні:
|                                                             | Реквієм Розливайте світло своє, о зорі, не стримуйте Те наймиліше, що сяє з ветхої обгортки Землі, Чисте й холодне сяйво своє – чисте й холодне, Як обличчя мого загиблого друга. Вилий свою щедрість, Місяцю з променистим блиском, На всю цю розтрощену плоть, на всі ці тихі форми, Для всіх тих, що були вбиті й досі в тиші розкидані У найблагороднішій справі зі всіх, що коли-небудь вирішували зброєю. Оригінальний текст (англ.) Requiem Pour out your light, O stars, and do not hold Your loveliest shining from earth’s outworn shell Pure and cold your radiance – pure and cold My dead friends face as well. Pour out your bounty moon of radiant shining On all this shattered flesh, on all these quiet forms; For these were slain, so quiet still reclining In the noblest cause was ever waged with arms. |
| — https://allpoetry.com/poem/8540701-Requiem-by-Ivor-Gurney | |

У квітні 2014 року на каналі BBC 4 вийшов у показ документальний фільм про Ґерні під назвою «Поет, який полюбив війну», представлений Тімом Кендалом, в ньому розповідалося про те, як Перша світова війна певним чином допомогла Айворові пережити напади депресії та зробила його одним із найвидатніших поетів свого часу.
У червні та липні 2014 року Ґерні був героєм програм BBC Radio 3 «Композитор тижня», заснованих на біографії доктора Кейт Кеннеді «Айвор Ґерні: Мешканець тіні» в рамках серії «Музика в часи Великої війни». В програмах лунали твори Ґерні, зокрема записані BBC.

## Твори

### Музичні композиції

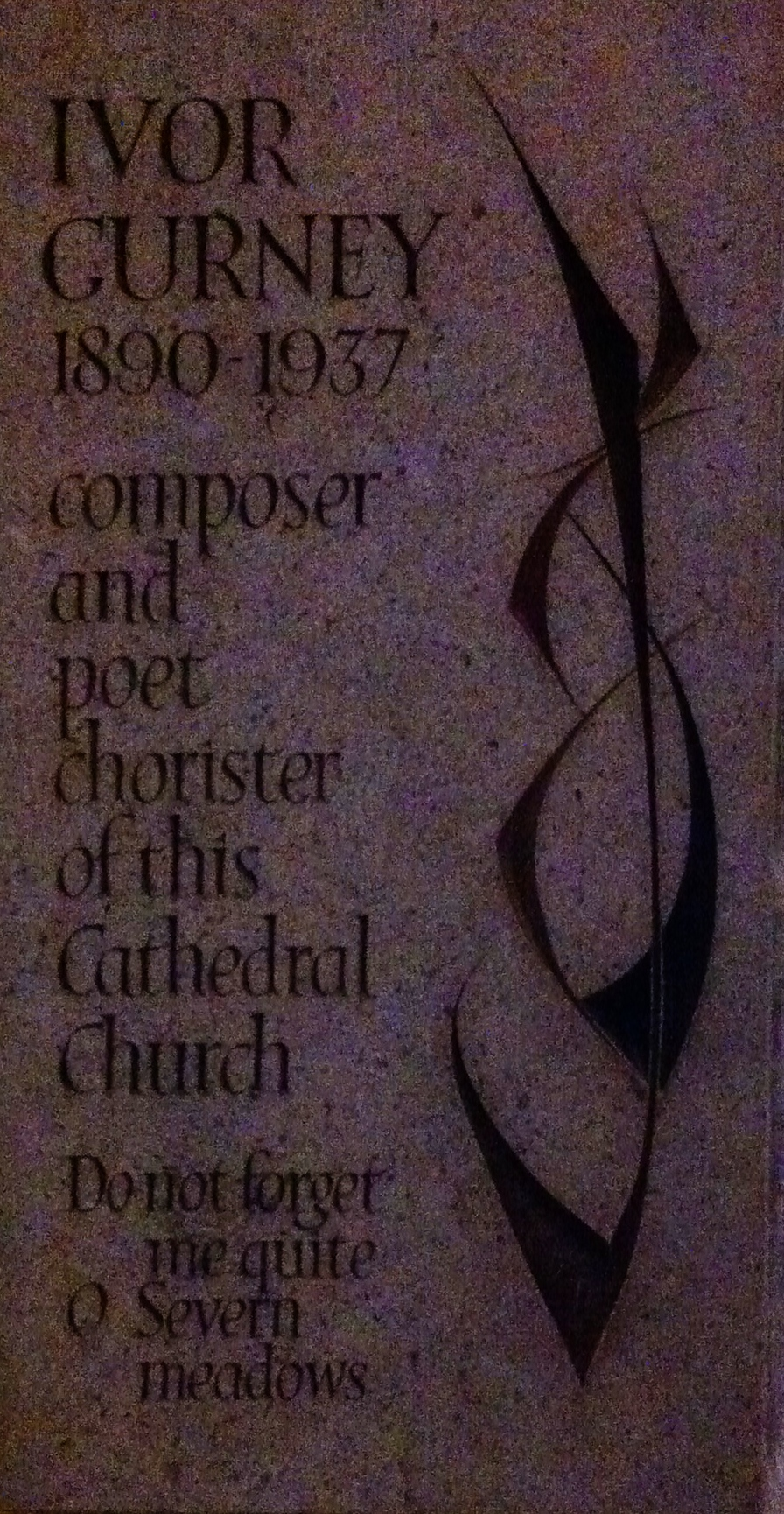
Пам'ятна дошка Айвору Ґерні в Глостерському соборі

Ґерні є автором сотень віршів і понад 300 пісень, але поклав на музику лише кілька власних віршів, найвідомішим з яких є «Severn Meadows». Добре знані його композиції «Five Elizabethan Songs», написані в 1913–14 роках, коли він ще був студентом Королівського коледжу музики. Цикли пісень «Ludlow and Teme» (опубліковано 1923) і «The Western Playland» (опубліковано 1926), обидва на поезії А. Е. Хаусмена, були підготовлені до публікації шанувальниками і друзями, зокрема Джеральдом Фінці та його дружиною Джой, Говардом Фергюсоном і Маріон Скотт. У 1938 році, через рік після його смерті, видавництво Oxford University Press випустило дві збірки по десять пісень, які відібрали та відредагували Фінці та Фергюсон. Ще три подібні збірки вийшли в 1952, 1959 і 1979 роках.

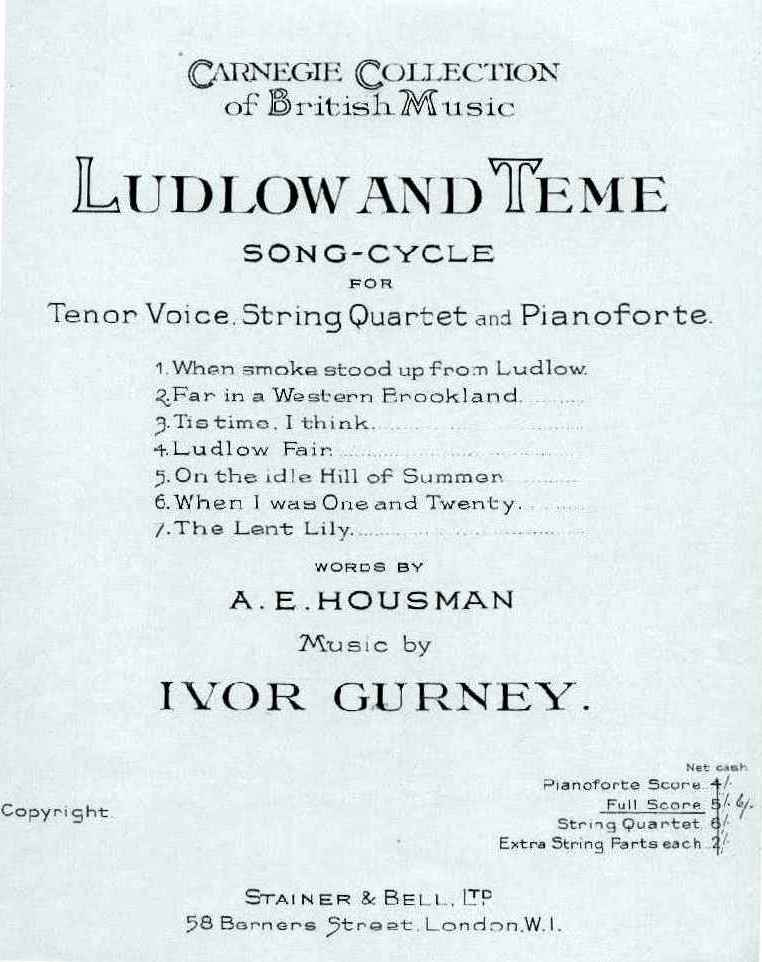
Обкладинка видання 1923 року циклу пісень Ґерні «Ладлоу і Теме».

Ґерні поклав на музику багато віршів своїх сучасників, у тому числі принаймні дев'ятнадцять віршів, написаних Едвардом Томасом, шість із яких зібрано в циклі оркестрових пісень «Lights Out», опублікованому в 1926 році, і принаймні сім віршів У. Г. Девіса, сім його пісень на вірші зі збірки канадської поетеси Блісс Карман «Sappho: One Hundred Lyrics» (1904) опубліковані Річардом Кардером у 1998 році.
В інтенсивності музичної мови Ґерні є щось від Шуберта та Шумана і значно менше від тогочасної моди на народну музику. Він надавав перевагу темним баладам, як це робили до нього Шуберт, Леве та Брамс, і «знав своїх Брамса та Шумана задом наперед, як свідчать його фортепіанні п'єси». А там, де він схиляється до народної пісні, як-от у його версії «Ha'nacker Mill» Беллока, часто важко визначити, чи це авторська мелодія чи традиційна. Його «Five Preludes» для фортепіано були створені 1919–1920 рр. і вийшли друком наступного року. Більшість із 20 його струнних квартетів втрачені. Лише 2020 року вперше був записаний струнний квартет D-minor Ґерні.

### Поезія
Едмунд Бланден за наполяганням Джеральда Фінці склав перше зібрання віршів Ґерні, книга була опублікована в 1954 році. Після цього вийшли «Вибрані поезії» в редакції П. Дж. Кавана, вперше опубліковані 1982 та перевидані 2004 року. Це залишається найповнішим виданням поезії Ґерні. Він вважається одним із великих поетів Першої світової війни, як і решта, наприклад Едвард Томас, яким Ґерні захоплювався, він часто протиставляв жахи лінії фронту красі та спокою рідного англійського пейзажу — ці теми були досліджені в музичній виставі 2012 року «Солдат і творець».
Навмисне нериторичний у своєму поетичному тоні Ґерні писав як рядовий, а не офіцер і пропонував складний, іронічний, негероїчний погляд на солдатський світ Західного фронту: без гучних заяв, не виступаючи за чи проти війни, він передає свій індивідуальний досвід. Не применшуючи жахів лінії фронту, вірші Ґерні часто підкреслюють моменти полегшення. Розраду давало перш за все те, що він називав «полегшенням пізнання простого буття» (the relief of knowing mere being). Описуючи «маленькі дрібниці» окопного життя — моменти товариства, листи з дому, співи, хліб і солонину, вино, шоколад і café au-lait, — автор зміг (за словами Бландена) «виразити частину таємниці Західного фронту… з особливою, інтимною та образною поспішністю». Якщо він і мав свій «маніфест», то це був «протест фізичного проти екзальтованої духовності, сукупної ваги малих фактів проти одного великого».
Водночас Ґерні був кимось на кшталт місцевого поета, закорінений у Глостері та його околицях, які залишалися для нього основою, пробним каменем реальності на передовій, а потім у божевільні. У передмові до своєї першої книги він писав про «моє графство Глостер, яке завжди зі мною, чи живу я, чи помру». Його вірш-присвяту «Кріклі-Хілл» Една Лонглі назвала «можливо, найзахопленішим виявом локального патріотизму Ґерні».

### Посмертні збірки віршів і листів
- Severn & Somme and War's Embers, ed. R. K. R. Thornton. Carcanet Press, 1997
- 80 Poems or So, ed. George Walter and R. K. R. Thornton. Carcanet Press, 1997
- Rewards of Wonder: Poems of London, Cotswold and France, ed. George Walter. Carcanet Press, 2000
- Best Poems and The Book of Five Makings, ed. R.K.R. Thornton. Carcanet Press, 1995
- Collected Poems, ed. P.J. Kavanagh. Fyfield Books (Carcanet Press), 2004
- Stars in a Dark Night: The Letters from Ivor Gurney to the Chapman Family. Anthony Boden (ed.), The History Press, 2004 (2nd edition)

### П'ять єлизаветинських пісень
- «Орфей» (Джон Флетчер)
- «Сон» (Джон Флетчер)
- «Весна» (Томас Неш)
- «Сльози» (анон.)
- «Під деревом Грінвуд» (Вільям Шекспір)

### Інші пісні
Збірки: A First Volume of Ten Songs; A Second Volume of Ten Songs; Five Songs; Lights Out; Ludlow and Teme; Seven Sappho Songs; The Western Playland.

### Вибрані вірші
Наступні вірші ознайомлюють із його творчістю:
- «Дивні пекла» (Strange Hells) — вплив війни на психіку солдатів
- «Балада про три привиди» (The Ballad of Three Spectres) — солдатське видіння
- «Maisemore» — роздуми солдата про дім
- «The Estaminet» — бойове товариство
- «Багровий і чорний» (Purple and Black) — політика смерті
- «Поетові перед боєм» (To the Poet before Battle) — солдат-поет готується до бою
- «До його любові» (To His Love) — солдат пише коханій загиблого товариша про свою смерть
- «Мовчазний» (The Silent One) — розповідь про момент жаху під час бою